# Love & other obsessions
Love & other obsessions is het zeventiende muziekalbum van Spyro Gyra. Het betekende een terugkeer naar een lange lijst met musici voor de opname terwijl de standaardband inmiddels was gekrompen; basislid voor jaren achtereen Dave Samules werd vermeld als aanvullende muzikant. Het album is opgenomen in de Beartracksstudio te Suffern.

## Musici
- Jay Beckenstein – saxofoon
- Tom Schuman – toetsinstrumenten
- Julio Fernandez – gitaar
- Scott Ambush – basgitaar
- Joel Rosenblatt – slagwerk

Met
- Dave Samuels – vibrafoon, marimba, kleine trom
- Bashiri Johnson – percussie
- Russell Ferrante – toetsen op Serengeti
- Samuel Merendino – elektronisch slagwerk Third Street
- Steve Skinne – idem Ariana
- Barrington Henderson – zang op Let’s say goodbye
- Deniece Williams – zang op Let’s say goodbye
- Billy Cliff – zang op Fine time to explain en Serengeti, Let’s say goodbye
- Wondress Hutchinson – achtergrondzang Let’s say goodbye
- Vaneese Thomas – zang Ariana
- Anthony Michael Pompa, Jana Ellis, Keith Fluitt – achtergrondzang op Let’s say goodbye en Fine time to explain
- No Sweat Horns ( Scott Kreitzer saxofoon, klarinet, dwarsfluit, Barry Danielian trompet, Randy Andos trombone)

## Muziek
| Nr. | Titel                                       | Duur |
| --- | ------------------------------------------- | ---- |
| 1.  | Lost and found (Beckenstein)                | 5:09 |
| 2.  | Ariana (Jeremy Wall)                        | 5:07 |
| 3.  | Serengeti (Samuels)                         | 4:54 |
| 4.  | Fine time to explain (Kreitzer)             | 4:40 |
| 5.  | Third Street (Beckenstein)                  | 4:48 |
| 6.  | Group therapy (Spyro Gyra met Samuels)      | 5:45 |
| 7.  | Horizon’s edge (Beckenstein)                | 5:01 |
| 8.  | Let’s say goodbye (Kreitzer, Anthony Pompa) | 4:32 |
| 9.  | On Liberty Road (for South Africa) (Ambush) | 5:52 |
| 10. | Rockin’ a heart place (Fernandez)           | 5:23 |
| 11. | Baby dreams (Schuman)                       | 4:43 |
| 12. | Open season (Schuman)                       | 4:26 |